# Rene Mandri

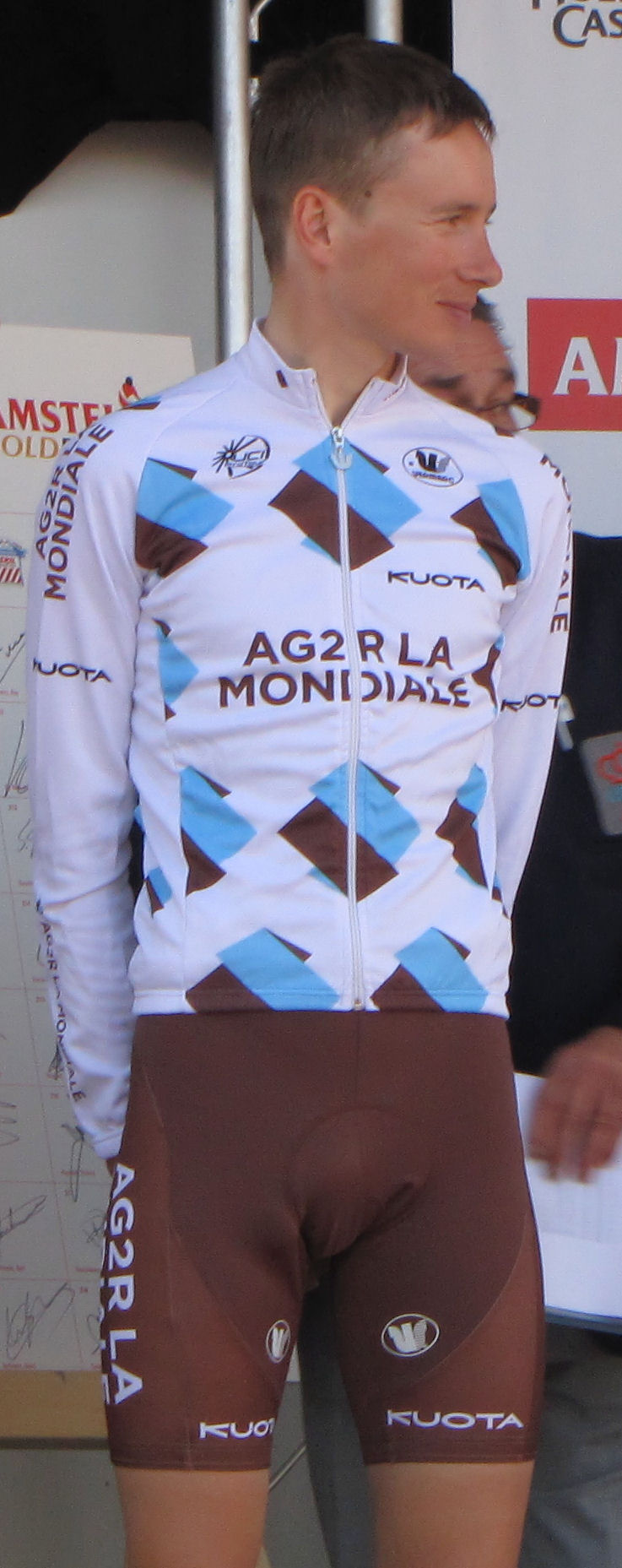
Rene Mandri

Rene Mandri (* 20. Januar 1984 in Jõgeva) ist ein estnischer Radrennfahrer.

## Karriere
Mandri fuhr 2005 für das Team CC St. Etienne Loire und wurde estnischer Zeitfahrmeister der U23, ehe er zur Saison 2006 bei Auber 93 seinen ersten Vertrag bei einem internationalen Radsportteam erhielt. Im Jahr 2006 gewann er die U23-Europameisterschaft im Straßenrennen. 2011 wechselte er zur britischen Mannschaft Endura Racing und gewann eine Etappe Tour de Bretagne sowie 2012 den Tartu Grand Prix und eine Etappe der Vuelta Ciclista a León.
Nach seiner sportlichen Karriere arbeitet er als Sportdirektor beim Radclub Cycling Tartu.

## Erfolge
2005
- Estnischer Meister – Einzelzeitfahren (U23)

2006
- Europameisterschaft – Straßenrennen (U23)

2011
- eine Etappe Tour de Bretagne

2012
- Tartu Grand Prix
- eine Etappe Vuelta Ciclista a León

## Teams
- 2006 Auber 93
- 2007 Ag2r Prévoyance
- 2008 Ag2r La Mondiale
- 2009 Ag2r La Mondiale
- 2010 Ag2r La Mondiale
- 2011 Endura Racing
- 2012 Endura Racing